# ترناوا، یاگودینا
ترناوا (صربی: Trnava}} یک منطقهٔ مسکونی در صربستان است که در Pomoravlje District واقع شده‌است.
 ترناوا  ۲٬۲۳۷ نفر جمعیت دارد.